# Discographie d'ABBA
La discographie du groupe suédois de musique pop ABBA comprend neuf albums studio, deux albums live, quatre coffrets, cinq albums vidéo, 50 singles et 43 clips vidéo. 
En 2021, ABBA a vendu 150 millions de disques dans le monde, devenant l'un des groupes ayant vendu le plus de disques dans le monde. Neuf singles et dix albums du groupe ont atteint la première place des classements au Royaume-Uni, faisant du groupe suédois celui qui a eu le plus de succès dans le pays.
Les plus grands succès d'ABBA sont Dancing Queen et Fernando, tandis qu'Arrival est l'album studio du groupe ayant eu le plus de succès.
La compilation ABBA Gold: Greatest Hits, sortie en 1992, est le deuxième album le plus vendu de tous les temps au Royaume-Uni et s'est écoulé à plus de 30 millions d'exemplaires dans le monde.
Les membres d'ABBA sont Agnetha Fältskog, Anni-Frid Lyngstad (dite Frida), Benny Andersson et Björn Ulvaeus.

## Albums

### Albums studio
| Album                                       | Classements                                                               | Classements | Classements | Classements | Classements | Classements | Classements | Classements | Classements | Classements | Classements | Classements | Classements | Classements | Classements | Classements | Certifications                                                 | Ventes mondiales |
| Album                                       | É-U                                                                       | CAN         | R-U         | FRA         | BE/W        | BE/F        | SUI         | ITA         | ESP         | P-B         | ALL         | AUT         | SUE         | NOR         | AUS         | N-Z         | Certifications                                                 | Ventes mondiales |
| ------------------------------------------- | ------------------------------------------------------------------------- | ----------- | ----------- | ----------- | ----------- | ----------- | ----------- | ----------- | ----------- | ----------- | ----------- | ----------- | ----------- | ----------- | ----------- | ----------- | -------------------------------------------------------------- | ---------------- |
| Ring Ring - Sortie : 26 mars 1973           | -                                                                         | -           | -           |             |             |             |             | -           | -           | -           | 29          | -           | -           | 10          | 10          | 32          | : 3x Platine                                                   | 1 000 000        |
| Waterloo - Sortie : 4 mars 1974             | 145                                                                       | -           | 28          |             |             |             |             | -           | -           | 74          | 6           | -           | 2           | 1           | 18          | 38          | : Argent : Platine : 2x Platine                                | 3 000 000        |
| ABBA - Sortie : 21 avril 1975               | 174                                                                       | 55          | 13          |             |             |             |             | 9           | -           | 3           | 31          | -           | 1           | 1           | 1           | 3           | : Or : 10x Platine                                             | 4 000 000        |
| Arrival - Sortie : 11 octobre 1976          | 20                                                                        | 4           | 1           |             |             |             |             | 11          | -           | 1           | 1           | 12          | 1           | 1           | 1           | 1           | : 5x Platine : 2x Platine : Platine : 2x Platine : 18x Platine | 11 000 000       |
| ABBA: The Album - Sortie : 12 décembre 1977 | 14                                                                        | 8           | 1           |             |             |             |             | 25          | -           | 1           | 2           | 2           | 1           | 1           | 4           | 1           | : Platine : 2x Platine : Platine : Platine : Platine           | 7 200 000        |
| Voulez-Vous - Sortie : 23 avril 1979        | 19                                                                        | 6           | 1           |             |             |             |             | -           | -           | 1           | 1           | 2           | 1           | 1           | 5           | 2           | : Or : 2x Platine : Platine : Platine : 2x Platine             | 7 000 000        |
| Super Trouper - Sortie : 3 novembre 1980    | 17                                                                        | 8           | 1           |             |             |             |             | 10          | -           | 1           | 1           | 3           | 1           | 1           | 5           | 5           | : Or : Platine : 2x Platine : Platine                          | 8 000 000        |
| The Visitors - Sortie : 30 novembre 1981    | 29                                                                        | 18          | 1           |             |             |             |             | 23          | 6           | 1           | 1           | 3           | 1           | 1           | 22          | 19          | : Platine : Platine : Or                                       | 5 000 000        |
| Voyage - Sortie : 5 novembre 2021           | 2                                                                         | 2           | 1           | 1           | 1           | 1           | 1           | 6           | 2           | 1           | 1           | 1           | 1           | 1           | 1           | 1           | : Platine : Platine : 2x Platine : Or                          | 2 500 000        |
|                                             | Les cases grisées signifient que les classements ne sont pas disponibles. |             |             |             |             |             |             |             |             |             |             |             |             |             |             |             |                                                                |                  |

### Albumslive
| Album                                              | Classements                                                               | Classements | Classements | Classements | Classements | Classements | Classements | Classements | Classements | Classements | Classements | Classements | Classements | Classements | Classements | Classements | Certifications | Ventes mondiales |
| Album                                              | É-U                                                                       | CAN         | R-U         | FRA         | BE/W        | BE/F        | SUI         | ITA         | ESP         | P-B         | ALL         | AUT         | SUE         | NOR         | AUS         | N-Z         | Certifications | Ventes mondiales |
| -------------------------------------------------- | ------------------------------------------------------------------------- | ----------- | ----------- | ----------- | ----------- | ----------- | ----------- | ----------- | ----------- | ----------- | ----------- | ----------- | ----------- | ----------- | ----------- | ----------- | -------------- | ---------------- |
| ABBA Live - Sortie : 18 août 1986                  | -                                                                         | -           | -           | -           |             |             | -           | -           | -           | 47          | -           | -           | 49          | -           | -           | -           |                |                  |
| Live at Wembley Arena - Sortie : 29 septembre 2014 | -                                                                         | -           | 30          | 87          | 28          | 16          | 10          | -           | 63          | 12          | 9           | 9           | 15          | -           | -           | -           |                |                  |
|                                                    | Les cases grisées signifient que les classements ne sont pas disponibles. |             |             |             |             |             |             |             |             |             |             |             |             |             |             |             |                |                  |

### Compilations

#### Compilations internationales
Ne sont présentées ici que les compilations ayant été classées ou ayant reçu un disque de certification.
| Album                                                          | Classements | Classements | Classements | Classements | Classements | Classements | Classements | Classements | Classements | Classements | Classements | Classements | Classements | Classements | Classements | Classements | Certifications                                                            | Ventes mondiales |
| Album                                                          | É-U | CAN         | R-U         | FRA         | BE/W        | BE/F        | SUI         | ITA         | ESP         | P-B         | ALL         | AUT         | SUE         | NOR         | AUS         | N-Z         | Certifications                                                            | Ventes mondiales |
| -------------------------------------------------------------- | --- | ----------- | ----------- | ----------- | ----------- | ----------- | ----------- | ----------- | ----------- | ----------- | ----------- | ----------- | ----------- | ----------- | ----------- | ----------- | ------------------------------------------------------------------------- | ---------------- |
| The Best of ABBA - Sortie : août 1975                          | - | -           | -           |             |             |             |             | -           | -           | 7           | 1           | 1           | -           | 14          | 1           | 1           | : Or : Platine : 22x Platine                                              | 3 300 000        |
| Greatest Hits - Sortie : 17 novembre 1975                      | 48 | 2           | 1           |             |             |             |             | 18          | -           | -           | -           | -           | 1           | 1           | -           | -           | : Platine : 5x Platine : 8x Platine : Or                                  | 7 500 000        |
| Greatest Hits Vol. 2 - Sortie : 29 octobre 1979                | 46 | 8           | 1           |             |             |             |             | -           | 3           | 2           | 2           | 6           | 20          | 25          | 20          | 3           | : Or : Platine : Platine : Platine                                        | 7 400 000        |
| The Singles: The First Ten Years - Sortie : 8 novembre 1982    | 62 | 24          | 1           |             |             |             |             | -           | -           | 5           | 5           | -           | 29          | 33          | 18          | 5           | : Platine : Or : Or                                                       | 2 700 000        |
| ABBA Gold - Greatest Hits - Sortie : 21 septembre 1992         | 25 | 4           | 1           | 1           |             |             | 1           | 2           | 1           | 3           | 1           | 1           | 1           | 1           | 1           | 3           | : 6x Platine : Diamant : 22x Platine : Diamant : 5x Platine : 17x Platine | 32 000 000       |
| More ABBA Gold: More ABBA Hits - Sortie : 24 mai 1993          | - | -           | 13          | 35          |             |             | 13          | -           | -           | 10          | 9           | 7           | 3           | 16          | 14          | -           | : Or : Platine : Or : Or                                                  | 3 100 000        |
| The Definitive Collection - Sortie : 2 novembre 2001           | 186 | -           | 17          | 12          | 81          | 29          | 34          | 10          | -           | 39          | 14          | 38          | 26          | 8           | 10          | 9           | : Or : Or : Platine : 2x Platine                                          | 3 500 000        |
| 18 Hits - Sortie : 8 septembre 2005                            | - | -           | 15          | 5           | 117         | 141         | -           | 35          | 17          | -           | 58          | -           | -           | -           | 32          | -           | : Platine : 2x Platine : 4x Platine                                       | 2 300 000        |
| Number Ones - Sortie : 20 novembre 2006                        | - | -           | 15          | -           | 100         | 80          | 53          | -           | -           | 47          | 24          | 22          | 20          | 25          | 36          | 1           | : Or : Or                                                                 | 950 000          |
| The Singles - The First Fifty Years - Sortie : 25 octobre 2024 | - | -           | 17          | 35          | 28          | 8           | 10          | -           | -           | 12          | 5           | 12          | -           | -           | 42          | -           |                                                                           |                  |
|                                                                | Les cases grisées signifient que les classements ne sont pas disponibles. Les cases vertes signifient qu'il s'agit du classement du Top Compilations et non du Top Albums. |             |             |             |             |             |             |             |             |             |             |             |             |             |             |             |                                                                           |                  |

#### Compilations locales
Ne sont présentées ici que les compilations ayant été classées ou ayant reçu un disque de certification.
| Année | Album                            | Classements | Classements | Classements | Classements | Classements | Classements | Classements | Classements | Classements | Classements | Classements | Classements | Classements | Classements | Classements | Classements | Certifications    |
| Année | Album                            | É-U | CAN         | R-U         | FRA         | BE/W        | BE/F        | SUI         | ITA         | ESP         | P-B         | ALL         | AUT         | SUE         | NOR         | AUS         | N-Z         | Certifications    |
| ----- | -------------------------------- | --- | ----------- | ----------- | ----------- | ----------- | ----------- | ----------- | ----------- | ----------- | ----------- | ----------- | ----------- | ----------- | ----------- | ----------- | ----------- | ----------------- |
| 1976  | The Very Best of                 | - | -           | -           |             |             |             |             | -           | -           | -           | 2           | 19          | -           | -           | -           | -           | : 3x Or           |
| 1980  | Gracias por la música            | - | -           | -           |             |             |             |             | -           | 2           | -           | -           | -           | -           | -           | -           | -           |                   |
| 1980  | The Magic of ABBA                | - | -           | -           |             |             |             |             | -           | -           | -           | -           | -           | -           | -           | -           | -           | : Or              |
| 1981  | A Wie ABBA                       | - | -           | -           |             |             |             |             | -           | -           | 1           | 1           | 1           | -           | -           | -           | -           | : Or              |
| 1983  | Thank you for the Music          | - | -           | 17          |             |             |             |             | -           | -           | -           | -           | -           | -           | -           | -           | -           | : Or              |
| 1983  | I Love ABBA                      | - | -           | -           |             |             |             | 14          | -           | -           | -           | 10          | 5           | -           | -           | -           | -           |                   |
| 1984  | From ABBA with Love              | - | -           | -           |             |             |             | -           | -           | -           | 6           | -           | -           | -           | -           | -           | -           |                   |
| 1988  | Absolute                         | - | -           | 70          |             |             |             | -           | -           | -           | -           | -           | -           | -           | -           | -           | -           | : Or              |
| 1989  | The Love Songs                   | - | -           | -           | -           |             |             | -           | -           | -           | 18          | -           | -           | -           | -           | -           | -           |                   |
| 1991  | The ABBA Story                   | - | -           | -           | 2           |             |             | -           | -           | -           | -           | -           | -           | -           | -           | -           | -           | : Or              |
| 1996  | The Music Still Goes on          | - | -           | -           | -           | -           | -           | -           | -           | -           | -           | -           | -           | -           | -           | -           | -           | : Or              |
| 1998  | Love Stories                     | - | -           | 51          | 3           | 36          | 34          | 47          | -           | -           | -           | 82          | 15          | -           | 30          | -           | -           |                   |
| 1999  | 25 Jaar na Waterloo              | - | -           | -           | -           | -           | -           | -           | -           | -           | 1           | -           | -           | -           | -           | -           | -           |                   |
| 1999  | 25 Jaar na Waterloo – Deel 2     | - | -           | -           | -           | -           | -           | -           | -           | -           | 7           | -           | -           | -           | -           | -           | -           |                   |
| 1999  | The Complete Singles Collection  | - | -           | -           | -           | -           | -           | 6           | -           | -           | -           | 10          | 11          | -           | -           | -           | -           | : Platine         |
| 2000  | The Millennium Collection / Icon | 189 | 20          | -           | 113         | -           | -           | -           | -           | -           | -           | -           | -           | -           | -           | -           | 24          | : Or : 2x Platine |
| 2002  | The Name of the Game             | - | -           | -           | -           | -           | -           | -           | 8           | -           | -           | -           | -           | -           | -           | -           | -           | : Or              |
| 2004  | The ABBA Story                   | - | -           | -           | -           | 44          | 11          | 14          | -           | -           | -           | 31          | 21          | -           | -           | -           | -           |                   |
| 2004  | Todo ABBA                        | - | -           | -           | -           | -           | -           | -           | -           | 4           | -           | -           | -           | -           | -           | -           | -           |                   |
| 2005  | La nostra storia                 | - | -           | -           | -           | -           | -           | -           | 28          | -           | -           | -           | -           | -           | -           | -           | -           |                   |
| 2009  | Les n°1                          | - | -           | -           | 4           | 20          | -           | -           | -           | -           | -           | -           | -           | -           | -           | -           | -           | : Or              |
| 2009  | Classic                          | - | -           | -           | 168         | -           | -           | -           | -           | -           | -           | -           | -           | -           | -           | -           | -           | : Argent          |
| 2011  | Collected                        | - | -           | -           | -           | 15          | -           | -           | -           | -           | 15          | -           | -           | -           | -           | -           | -           |                   |
| 2012  | The Essential Collection         | - | -           | -           | 145         | 129         | 133         | 94          | -           | 53          | -           | 16          | 47          | 29          | -           | -           | -           | : Platine         |
|       |                                  | Les cases grisées signifient que les classements ne sont pas disponibles. Les cases vertes signifient qu'il s'agit du classement du Top Compilations et non du Top Albums. |             |             |             |             |             |             |             |             |             |             |             |             |             |             |             |                   |

## Singles

### Années 1970
| Année | Single                                       | Classements                                                               | Classements                         | Classements                         | Classements                         | Classements                         | Classements                         | Classements                         | Classements                         | Classements                         | Classements                         | Classements                         | Classements                         | Classements                         | Classements                         | Classements                         | Classements                         | Album                |
| Année | Single                                       | É-U                                                                       | CAN                                 | R-U                                 | FRA                                 | BE/W                                | BE/F                                | SUI                                 | ITA                                 | ESP                                 | P-B                                 | ALL                                 | AUT                                 | SUE                                 | NOR                                 | AUS                                 | N-Z                                 | Album                |
| ----- | -------------------------------------------- | ------------------------------------------------------------------------- | ----------------------------------- | ----------------------------------- | ----------------------------------- | ----------------------------------- | ----------------------------------- | ----------------------------------- | ----------------------------------- | ----------------------------------- | ----------------------------------- | ----------------------------------- | ----------------------------------- | ----------------------------------- | ----------------------------------- | ----------------------------------- | ----------------------------------- | -------------------- |
| 1972  | People Need Love                             | -                                                                         | -                                   | -                                   | -                                   | -                                   | -                                   | -                                   | -                                   | -                                   | -                                   | -                                   | -                                   | -                                   | -                                   | -                                   | -                                   | Ring Ring            |
| 1972  | He Is Your Brother                           | -                                                                         | -                                   | -                                   | -                                   | -                                   | -                                   | -                                   | -                                   | -                                   | -                                   | -                                   | -                                   | -                                   | -                                   | -                                   | -                                   | Ring Ring            |
| 1973  | Ring Ring                                    | -                                                                         | -                                   | 32                                  | -                                   | 17                                  | 2                                   | -                                   | -                                   | -                                   | 5                                   | -                                   | 2                                   | 25                                  | 2                                   | 7                                   | 17                                  | Ring Ring            |
| 1973  | Another Town, Another Train                  | -                                                                         | -                                   | -                                   | -                                   | -                                   | -                                   | -                                   | -                                   | -                                   | -                                   | -                                   | -                                   | -                                   | -                                   | -                                   | -                                   | Ring Ring            |
| 1973  | Love Isn't Easy (But It Sure Is Hard Enough) | -                                                                         | -                                   | -                                   | -                                   | -                                   | -                                   | -                                   | -                                   | -                                   | -                                   | -                                   | -                                   | -                                   | -                                   | -                                   | -                                   | Ring Ring            |
| 1973  | Rock'n Roll Band                             | -                                                                         | -                                   | -                                   | -                                   | -                                   | -                                   | -                                   | -                                   | -                                   | -                                   | -                                   | -                                   | -                                   | -                                   | -                                   | -                                   | Ring Ring            |
| 1973  | Nina, Pretty Ballerina                       | -                                                                         | -                                   | -                                   | -                                   | -                                   | -                                   | -                                   | -                                   | -                                   | -                                   | -                                   | 8                                   | -                                   | -                                   | -                                   | -                                   | Ring Ring            |
| 1974  | Waterloo                                     | 6                                                                         | 7                                   | 1                                   | 2                                   | 1                                   | 1                                   | 1                                   | 15                                  | 3                                   | 1                                   | 1                                   | 2                                   | 1                                   | 1                                   | 4                                   | 1                                   | Waterloo             |
| 1974  | Honey, Honey                                 | 27                                                                        | 18                                  | -                                   | -                                   | 22                                  | 19                                  | 4                                   | -                                   | 16                                  | 17                                  | 2                                   | 4                                   | 14                                  | 16                                  | 30                                  | -                                   | Waterloo             |
| 1974  | Hasta Mañana                                 | -                                                                         | -                                   | -                                   | -                                   | -                                   | -                                   | -                                   | -                                   | -                                   | -                                   | -                                   | -                                   | -                                   | -                                   | 16                                  | 9                                   | Waterloo             |
| 1974  | So Long I've Been Waiting for You            | -                                                                         | -                                   | -                                   | -                                   | 42                                  | -                                   | -                                   | -                                   | -                                   | -                                   | 11                                  | 3                                   | -                                   | -                                   | 49                                  | 8                                   | ABBA                 |
| 1974  | So Long I've Been Waiting for You            | -                                                                         | -                                   | -                                   | -                                   | 42                                  | -                                   | -                                   | -                                   | -                                   | -                                   | 11                                  | 3                                   | -                                   | -                                   | 16                                  | 9                                   | ABBA                 |
| 1975  | I Do, I Do, I Do, I Do, I Do                 | 15                                                                        | 14                                  | 38                                  | 7                                   | 1                                   | 2                                   | 1                                   | -                                   | -                                   | 3                                   | 6                                   | 4                                   | 25                                  | 2                                   | 1                                   | 1                                   | ABBA                 |
| 1975  | SOS                                          | 15                                                                        | 17                                  | 6                                   | 19                                  | 4                                   | 1                                   | 3                                   | 2                                   | -                                   | 2                                   | 1                                   | 2                                   | -                                   | -                                   | 1                                   | 1                                   | ABBA                 |
| 1975  | Mamma Mia                                    | 32                                                                        | 18                                  | 1                                   | -                                   | 6                                   | 2                                   | 1                                   | 12                                  | 48                                  | 12                                  | 1                                   | 3                                   | 16                                  | 2                                   | 1                                   | 2                                   | ABBA                 |
| 1976  | Rock Me                                      | -                                                                         | -                                   | -                                   | -                                   | -                                   | -                                   | -                                   | -                                   | -                                   | -                                   | -                                   | -                                   | -                                   | -                                   | 4                                   | 2                                   | ABBA                 |
| 1976  | Fernando                                     | 13                                                                        | 4                                   | 1                                   | 2                                   | 1                                   | 1                                   | 1                                   | 3                                   | 4                                   | 1                                   | 1                                   | 1                                   | 2                                   | 2                                   | 1                                   | 1                                   | -                    |
| 1976  | Dancing Queen                                | 1                                                                         | 1                                   | 1                                   | 8                                   | 1                                   | 1                                   | 3                                   | 11                                  | -                                   | 1                                   | 1                                   | 4                                   | 1                                   | 1                                   | 1                                   | 1                                   | Arrival              |
| 1976  | Money, Money, Money                          | 56                                                                        | 47                                  | 3                                   | 1                                   | 1                                   | 1                                   | 2                                   | -                                   | -                                   | 1                                   | 1                                   | 3                                   | -                                   | 2                                   | 1                                   | 1                                   | Arrival              |
| 1977  | Knowing Me, Knowing You                      | 14                                                                        | 5                                   | 1                                   | 7                                   | 1                                   | 2                                   | 3                                   | -                                   | -                                   | 2                                   | 1                                   | 2                                   | -                                   | 6                                   | 9                                   | 8                                   | Arrival              |
| 1977  | That's Me                                    | Sorti uniquement au Japon                                                 | Sorti uniquement au Japon           | Sorti uniquement au Japon           | Sorti uniquement au Japon           | Sorti uniquement au Japon           | Sorti uniquement au Japon           | Sorti uniquement au Japon           | Sorti uniquement au Japon           | Sorti uniquement au Japon           | Sorti uniquement au Japon           | Sorti uniquement au Japon           | Sorti uniquement au Japon           | Sorti uniquement au Japon           | Sorti uniquement au Japon           | Sorti uniquement au Japon           | Sorti uniquement au Japon           | Arrival              |
| 1977  | The Name of the Game                         | 12                                                                        | 15                                  | 1                                   | 19                                  | 3                                   | 2                                   | 6                                   | -                                   | -                                   | 2                                   | 7                                   | 12                                  | 2                                   | 3                                   | 6                                   | 4                                   | ABBA: The Album      |
| 1978  | Take a Chance on Me                          | 3                                                                         | 3                                   | 1                                   | 12                                  |                                     | 1                                   | 3                                   | -                                   | -                                   | 2                                   | 3                                   | '1                                  | -                                   | 8                                   | 12                                  | 14                                  | ABBA: The Album      |
| 1978  | Eagle Thank You for the Music                | -                                                                         | -                                   | -                                   | -                                   |                                     | 2                                   | 7                                   | -                                   | -                                   | 7                                   | 6                                   | 17                                  | -                                   | -                                   | 82                                  | 2                                   | ABBA: The Album      |
| 1978  | Summer Night City                            | -                                                                         | 34                                  | 5                                   | 19                                  |                                     | 3                                   | 5                                   | -                                   | -                                   | 10                                  | 6                                   | 18                                  | 1                                   | 3                                   | 13                                  | 37                                  | -                    |
| 1979  | Chiquitita                                   | 29                                                                        | 36                                  | 2                                   | 12                                  |                                     | 1                                   | 1                                   | -                                   | -                                   | 1                                   | 3                                   | 6                                   | 4                                   | 4                                   | 4                                   | 1                                   | Voulez-Vous          |
| 1979  | Does Your Mother Know                        | 19                                                                        | 12                                  | 4                                   | -                                   |                                     | 1                                   | 6                                   | -                                   | -                                   | 3                                   | 10                                  | 13                                  | -                                   | -                                   | 7                                   | 27                                  | Voulez-Vous          |
| 1979  | Voulez-Vous Angeleyes                        | 80                                                                        | 87                                  | 3                                   | 13                                  |                                     | 1                                   | 9                                   | -                                   | -                                   | 3                                   | 14                                  | -                                   | -                                   | -                                   | 79                                  | -                                   | Voulez-Vous          |
| 1979  | Voulez-Vous Angeleyes                        | 64                                                                        | -                                   | 3                                   | 13                                  |                                     | 1                                   | 9                                   | -                                   | -                                   | 3                                   | 14                                  | -                                   | -                                   | -                                   | 79                                  | -                                   | Voulez-Vous          |
| 1979  | As Good as New                               | Sorti uniquement en Amérique latine                                       | Sorti uniquement en Amérique latine | Sorti uniquement en Amérique latine | Sorti uniquement en Amérique latine | Sorti uniquement en Amérique latine | Sorti uniquement en Amérique latine | Sorti uniquement en Amérique latine | Sorti uniquement en Amérique latine | Sorti uniquement en Amérique latine | Sorti uniquement en Amérique latine | Sorti uniquement en Amérique latine | Sorti uniquement en Amérique latine | Sorti uniquement en Amérique latine | Sorti uniquement en Amérique latine | Sorti uniquement en Amérique latine | Sorti uniquement en Amérique latine | Voulez-Vous          |
| 1979  | I Have a Dream                               | -                                                                         | -                                   | 2                                   | -                                   |                                     | 1                                   | 1                                   | -                                   | -                                   | 1                                   | 4                                   | 1                                   | -                                   | -                                   | 64                                  | -                                   | Voulez-Vous          |
| 1979  | Gimme! Gimme! Gimme! (A Man After Midnight)  | -                                                                         | -                                   | 3                                   | 3                                   |                                     | 1                                   | 1                                   | -                                   | -                                   | 2                                   | 3                                   | 2                                   | 16                                  | 2                                   | 8                                   | 15                                  | Greatest Hits Vol. 2 |
|       |                                              | Les cases grisées signifient que les classements ne sont pas disponibles. |                                     |                                     |                                     |                                     |                                     |                                     |                                     |                                     |                                     |                                     |                                     |                                     |                                     |                                     |                                     |                      |

### Années 1980
| Année | Single                    | Classements                                                               | Classements                         | Classements                                        | Classements                                        | Classements                                        | Classements                                        | Classements                                        | Classements                                        | Classements                                        | Classements                                        | Classements                                        | Classements                                        | Classements                                        | Classements                                        | Classements                         | Classements                         | Album                            |
| Année | Single                    | É-U                                                                       | CAN                                 | R-U                                                | FRA                                                | BE/W                                               | BE/F                                               | SUI                                                | ITA                                                | ESP                                                | P-B                                                | ALL                                                | AUT                                                | SUE                                                | NOR                                                | AUS                                 | N-Z                                 | Album                            |
| ----- | ------------------------- | ------------------------------------------------------------------------- | ----------------------------------- | -------------------------------------------------- | -------------------------------------------------- | -------------------------------------------------- | -------------------------------------------------- | -------------------------------------------------- | -------------------------------------------------- | -------------------------------------------------- | -------------------------------------------------- | -------------------------------------------------- | -------------------------------------------------- | -------------------------------------------------- | -------------------------------------------------- | ----------------------------------- | ----------------------------------- | -------------------------------- |
| 1980  | The Winner Takes It All   | 8                                                                         | -                                   | 1                                                  | 9                                                  |                                                    | 1                                                  | 3                                                  | 13                                                 | 10                                                 | 1                                                  | 4                                                  | 3                                                  | 2                                                  | 3                                                  | 7                                   | 16                                  | Super Trouper                    |
| 1980  | On and On and On          | 90                                                                        | -                                   | -                                                  | -                                                  |                                                    | -                                                  | -                                                  | -                                                  | -                                                  | -                                                  | -                                                  | -                                                  | -                                                  | -                                                  | 9                                   | -                                   | Super Trouper                    |
| 1980  | Super Trouper             | 45                                                                        | 32                                  | 1                                                  | 3                                                  |                                                    | 1                                                  | 3                                                  | -                                                  | 1                                                  | 1                                                  | 1                                                  | 3                                                  | 11                                                 | 2                                                  | 77                                  | -                                   | Super Trouper                    |
| 1980  | Happy New Year            | -                                                                         | -                                   | -                                                  | -                                                  |                                                    | -                                                  | 86                                                 | -                                                  | -                                                  | 8                                                  | 75                                                 | -                                                  | 4                                                  | 5                                                  | -                                   | -                                   | Super Trouper                    |
| 1981  | Andante, Andante          | Sorti uniquement en Amérique latine                                       | Sorti uniquement en Amérique latine | Sorti uniquement en Amérique latine                | Sorti uniquement en Amérique latine                | Sorti uniquement en Amérique latine                | Sorti uniquement en Amérique latine                | Sorti uniquement en Amérique latine                | Sorti uniquement en Amérique latine                | Sorti uniquement en Amérique latine                | Sorti uniquement en Amérique latine                | Sorti uniquement en Amérique latine                | Sorti uniquement en Amérique latine                | Sorti uniquement en Amérique latine                | Sorti uniquement en Amérique latine                | Sorti uniquement en Amérique latine | Sorti uniquement en Amérique latine | Super Trouper                    |
| 1981  | Lay All Your Love on Me   | -                                                                         | -                                   | 7                                                  | -                                                  |                                                    | 13                                                 | -                                                  | -                                                  | -                                                  | -                                                  | 26                                                 | -                                                  | 68                                                 | -                                                  | -                                   | -                                   | Super Trouper                    |
| 1981  | One of Us                 | -                                                                         | -                                   | 3                                                  | 16                                                 |                                                    | 1                                                  | 3                                                  | -                                                  | 7                                                  | 1                                                  | 1                                                  | 3                                                  | 13                                                 | 6                                                  | 48                                  | 43                                  | The Visitors                     |
| 1981  | When All Is Said and Done | 27                                                                        | -                                   | Sorti uniquement en Amérique du Nord et en Océanie | Sorti uniquement en Amérique du Nord et en Océanie | Sorti uniquement en Amérique du Nord et en Océanie | Sorti uniquement en Amérique du Nord et en Océanie | Sorti uniquement en Amérique du Nord et en Océanie | Sorti uniquement en Amérique du Nord et en Océanie | Sorti uniquement en Amérique du Nord et en Océanie | Sorti uniquement en Amérique du Nord et en Océanie | Sorti uniquement en Amérique du Nord et en Océanie | Sorti uniquement en Amérique du Nord et en Océanie | Sorti uniquement en Amérique du Nord et en Océanie | Sorti uniquement en Amérique du Nord et en Océanie | 81                                  | -                                   | The Visitors                     |
| 1982  | Head over Heels           | -                                                                         | -                                   | 25                                                 | -                                                  |                                                    | 3                                                  | -                                                  | -                                                  | -                                                  | 1                                                  | 19                                                 | 8                                                  | -                                                  | -                                                  | -                                   | -                                   | The Visitors                     |
| 1982  | The Visitors              | 63                                                                        | -                                   | -                                                  | -                                                  |                                                    | -                                                  | -                                                  | -                                                  | -                                                  | -                                                  | -                                                  | -                                                  | -                                                  | -                                                  | -                                   | -                                   | The Visitors                     |
| 1982  | The Day Before You Came   | -                                                                         | -                                   | 32                                                 | -                                                  |                                                    | 3                                                  | 4                                                  | -                                                  | 29                                                 | 3                                                  | 5                                                  | 16                                                 | 3                                                  | 5                                                  | 48                                  | -                                   | The Singles: The First Ten Years |
| 1982  | Under Attack              | -                                                                         | -                                   | 26                                                 | -                                                  |                                                    | 2                                                  | -                                                  | -                                                  | 19                                                 | 7                                                  | 22                                                 | -                                                  | -                                                  | -                                                  | 96                                  | -                                   | The Singles: The First Ten Years |
|       |                           | Les cases grisées signifient que les classements ne sont pas disponibles. |                                     |                                                    |                                                    |                                                    |                                                    |                                                    |                                                    |                                                    |                                                    |                                                    |                                                    |                                                    |                                                    |                                     |                                     |                                  |

### Années 2020
| Année | Single                    | Classements | Classements | Classements | Classements | Classements | Classements | Classements | Classements | Classements | Classements | Classements | Classements | Classements | Classements | Classements | Classements | Album  |
| Année | Single                    | É-U         | CAN         | R-U         | FRA         | BE/W        | BE/F        | SUI         | ITA         | ESP         | P-B         | ALL         | AUT         | SUE         | NOR         | AUS         | N-Z         | Album  |
| ----- | ------------------------- | ----------- | ----------- | ----------- | ----------- | ----------- | ----------- | ----------- | ----------- | ----------- | ----------- | ----------- | ----------- | ----------- | ----------- | ----------- | ----------- | ------ |
| 2021  | I Still Have Faith in You | -           | -           | 14          | -           | -           | 24          | 6           | -           | -           | 21          | 3           | 19          | 2           | 13          | 39          | -           | Voyage |
| 2021  | Don't Shut Me Down        | -           | 87          | 9           | -           | 44          | 9           | 1           | -           | -           | 18          | 5           | 14          | 1           | 7           | 27          | 31          | Voyage |
| 2021  | Just a Notion             | -           | -           | 59          | -           | -           | -           | 60          | -           | -           | 73          | 36          | -           | 22          | -           | -           | -           | Voyage |
| 2021  | Little Things             | -           | -           | 61          | -           | -           | -           | -           | -           | -           | -           | 42          | -           | 20          | -           | -           | -           | Voyage |
| 2022  | No Doubt About It         | -           | -           | -           | -           | -           | -           | -           | -           | -           | -           | -           | -           | 29          | -           | -           | -           | Voyage |

### Sorties spéciales et exclusives
Les chansons de la période pré-ABBA Hej gamle man, Tänk om jorden vore ung, She's My Kind of Girl, Det kan ingen doktor hjälpa, En karusell/En Carousel et Love Has Its Ways sont sorties en Suède et/ou au Japon en tant que singles entre 1970 et 1972. Ces chansons sont sorties officiellement en tant que singles par Björn & Benny, mais certaines ont été chantées par Agnetha Fältskog et Annifrid Lyngstad. La version allemande de Hej gamle man, intitulée Hey Musikant est sortie en single en Allemagne de l'Ouest (1971), tandis que She's My Kind of Girl est également sortie en 45 tours en France et en Nouvelle-Zélande au cours de l'année 1971,.
En sång och en saga est sorti en tant que single solo d'Agnetha Fältskog en Suède (1970). Les autres membres du futur ABBA y sont présents en tant que choristes.
En hälsning till våra parkarrangörer est sortie en tant que single promotionnel (1972) afin de promouvoir la tournée d'ABBA dans les folkparks (en) suédois. Ce titre était en fait une série de bribes de chansons et de solos d'ABBA alors bien connus, avec un overdub parlé par tous les membres d'ABBA. Il est officiellement publié au sein de la réédition de l'album Ring Ring sorti en 2013.
I Am Just a Girl est sortie au Japon en 1973. Partout ailleurs, la chanson figurait comme face B de Love Isn't Easy (But It Sure Is Hard Enough).

#### Singles non anglophones
Les versions suédoises de Ring Ring (Ring Ring (Bara du slog en signal)) et Waterloo — sorties en single en 1973 et 1974 respectivement — sont les seules chansons enregistrées en suédois du groupe à sortir en single,. Åh vilka tider figure sur la face B de Ring Ring (Bara du slog en signal) et la version suédophone de Honey, Honey figure sur la face B du 45 tours suédois de Waterloo.
La version française de Waterloo sort en 1974. C'est la seule chanson du groupe enregistrée entièrement en français.
En 1979, la version espagnole de Chiquitita est la première chanson hispanophone à sortir en single, notamment dans l'Amérique du Sud ainsi que certains pays d'Europe. Entre 1980 et 1981, d'autres chansons d'ABBA adaptées en espagnol sortent en single.
| Date | Single                                | Version anglophone                          | Langue   | Pays de publication                                          |
| ---- | ------------------------------------- | ------------------------------------------- | -------- | ------------------------------------------------------------ |
| 1973 | Ring Ring (Bara du slog en signal)    | Ring Ring                                   | Suédois  | - Norvège - Suède                                            |
| 1973 | Ring Ring (Deutsche Original-Version) | Ring Ring                                   | Allemand | Allemagne                                                    |
| 1974 | Waterloo (Svensk Version)             | Waterloo                                    | Suédois  | - Norvège - Suède                                            |
| 1974 | Waterloo (Deutsche Originalaufnahme)  | Waterloo                                    | Allemand | - Allemagne - Autriche                                       |
| 1974 | Waterloo (version française)          | Waterloo                                    | Français | France                                                       |
| 1979 | Chiquitita                            | Chiquitita                                  | Espagnol | - Afrique du Sud - Amérique latine - Australie - Europe      |
| 1980 | ¡Dame! ¡Dame! ¡Dame!                  | Gimme! Gimme! Gimme! (A Man After Midnight) | Espagnol | - Colombie - États-Unis - Panama                             |
| 1980 | Estoy soñando                         | I Have a Dream                              | Espagnol | - Amérique latine - Espagne - États-Unis - France            |
| 1980 | Gracias por la música                 | Thank You for the Music                     | Espagnol | Amérique latine                                              |
| 1980 | Felicidad                             | Happy New Year                              | Espagnol | - Argentine - Bolivie - Pérou - Salvador                     |
| 1980 | Fernando                              | Fernando                                    | Espagnol | - Amérique latine - États-Unis                               |
| 1980 | Mamma Mia                             | Mamma Mia                                   | Espagnol | États-Unis                                                   |
| 1981 | Andante, Andante                      | Andante, Andante                            | Espagnol | - Afrique du Sud - Argentine - Chili - Équateur - États-Unis |
| 1981 | No hay a quien culpar                 | When All is Said and Done                   | Espagnol | - États-Unis - Salvador                                      |
| 1981 | Se me está escapando                  | Slipping Through My Fingers                 | Espagnol | États-Unis                                                   |

### Sorties promotionnelles
| Titre                               | Date | Certifications | Album                             |
| ----------------------------------- | ---- | -------------- | --------------------------------- |
| Dum Dum Diddle (Argentine)          | 1976 |                | single promotionnel               |
| Live '77 (Suède)                    | 1976 |                | single promotionnel               |
| One Man, One Woman (Taïwan)         | 1978 |                | single promotionnel               |
| Sång Till Görel (Suède)             | 1979 |                | single promotionnel               |
| Hovas Vittne/Tiveds Hambo (Suède)   | 1979 |                | single promotionnel               |
| Slipping Through My Fingers (Japon) | 1979 | - BPI : Argent | The Visitors                      |
| The Way Old Friends Do (Europe)     | 1993 |                | single promotionnel               |
| Dream World (en)                    | 1994 |                | Thank You for the Music (coffret) |
| Put On Your White Sombrero (en)     | 1994 |                | Thank You for the Music (coffret) |

## Autres apparitions
| Date | Chanson(s)                                                              | Album                               |
| ---- | ----------------------------------------------------------------------- | ----------------------------------- |
| 1975 | Pick a Bale of Cotton, On Top of Old Smokey (en), Midnight Special (en) | Stars Im Zeichen Eines Guten Sterns |

## Vidéographie
- 1978 : Vive ABBA
- 1984 : ABBA In Concert
- 1994 : Thank You ABBA
- 1998 : Essential Stockholm
- 1999 : The Winner Takes It All (documentaire)
- 1999 : Mamma Mia !
- 2003 : The Definitive Collection
- 2003 : ABBA In Concert (DVD)
- 2003 : ABBA Gold - Greatest Hits
- 2004 : The Last Video
- 2004 : Super Troupers (documentaire)
- 2005 : Music In Review
- 2005 : ABBA The Movie (DVD)
- 2005 : The Complete Studio Recordings
- 2006 : The Ultimate Review
- 2006 : ABBA 16 HITS
- 2006 : ABBA Number Ones
- 2008 : Mamma Mia!
- 2012 : The Essential Collection
- 2018 : Mamma Mia! Here We Go Again